# Sarajevska hagada
Sarajevska hagada je židovski rukopisni iluminirani kodeks, koji potječe iz srednjovjekovne Španjolske. Smatra se jednom od najljepših knjiga ove vrste, a čuva se u Zemaljskom muzeju u Sarajevu i u njegovom posjedu nalazi se od 1894. godine, dok je prije toga pripadala sarajevskoj židovskoj obitelji Kohen.
Sarajevska hagada je zajedno sa Židovima napustila Španjolsku još u 15. stoljeću, a postoje podaci da se još 1609. godine nalazila u Italiji. Nastala je negdje u sjevernoj Španjolskoj, u drugoj polovici 14. stoljeća, dakle poslije 1350. godine.
Sadržaj Sarajevske hagade ispisan je krasopisom na prerađenoj i istančanoj koži, u razdoblju kada papir još uvijek nije ušao u masovnu upotrebu. Ova izuzetna rukopisna knjiga ima 142 pergamentska lista, veličine 16,5 x 22,8 cm. Neki od njih ispisani su krasopisom, neki iluminirani, a neki su potpuno prazni. Uvezani su u tabake po osam ili dvanaest stranica.